# Schempp-Hirth Cirrus
Der Schempp-Hirth Cirrus ist ein Hochleistungs-Segelflugzeug der Clubklasse. Es wurde 1967 entwickelt und von Schempp-Hirth bei Stuttgart hergestellt, später in Jugoslawien. Der Segelflug-Index beträgt 100.

## Geschichte
Mit dem Cirrus begann die Ära der Kunststoffsegelflugzeuge in Kirchheim. 
Der ursprüngliche Cirrus wurde für die Offene Klasse und europäisches Wetter entwickelt, mit einer Spannweite von 17,74 m und einem relativ dicken Profil ohne Wölbklappen mit zwar guten Steig- und Gleiteigenschaften, dadurch aber Schwächen im Schnellflug. Für Tage mit starker Thermik konnte er daher mit Wasserballast beladen werden. 

## Konstruktion
Es wurde von Klaus Holighaus konstruiert und flog erstmals 1967. Der Cirrus war der erste eigene Entwurf von Klaus Holighaus und gleichzeitig das erste Flugzeug von Schempp-Hirth in GFK-Bauweise. 
Die Rumpfschale entstand als Gfk-Schale mit Gfk/Schaumspantringen. Der Cirrus-Flügel ist ein Gfk/Schaum-Sandwich.
Klaus Holighaus hatte den Cirrus in seiner Diplomarbeit an der Technischen Universität Darmstadt berechnet. Die von Holighaus eingebrachten Neuerungen charakterisieren auch viele seiner späteren Entwicklungen. Es sind eine Stahlrohrkonstruktion im Rumpfmittelteil und der Flügelanschluss.
Die Sturzflugbremsen fahren auf der Flügelober- und -unterseite aus, zusätzlich ist ein Bremsschirm installiert. Das Fahrwerk ist einziehbar. Dieser Flugzeugtyp wurde später (zur Unterscheidung zu den folgenden Typen wie zum Beispiel dem Standard Cirrus) auch „Offener Cirrus“ genannt. Nach etwas über einem Jahr Bauzeit flog Klaus Holighaus den Cirrus V1 1967 selber ein.
Im Gegensatz zur späteren Serie wurde der Cirrus V1 noch mit einem V-Leitwerk gebaut. Die späteren Modelle erhielten dann aber das charakteristische Kreuzleitwerk. Ab der Werksnummer 5 hieß der Cirrus dann „Cirrus B“ und wurde mit je 50 Liter fassenden Wassertanks in den Flügeln ausgeliefert.

## Nutzung

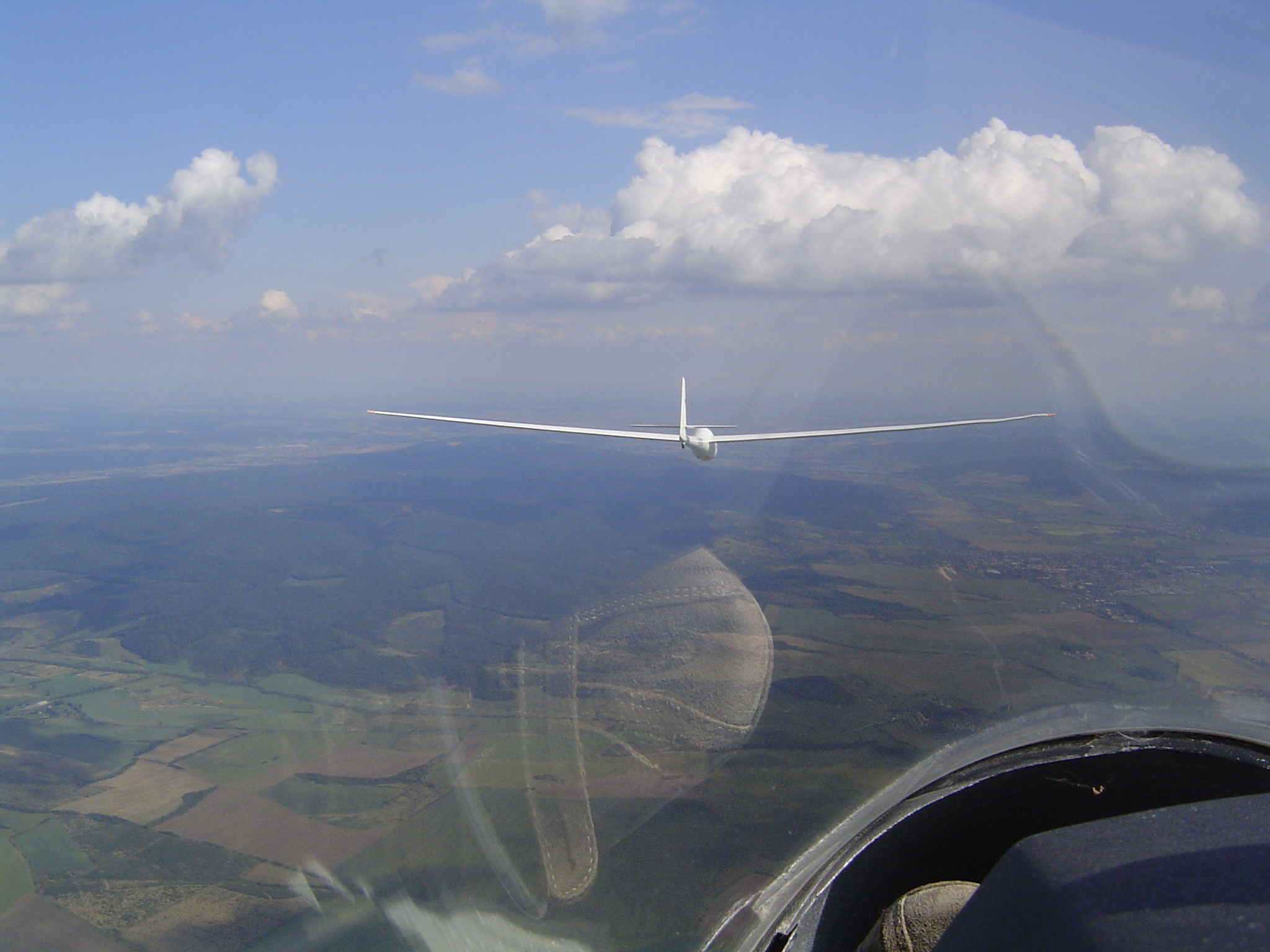
Ein Cirrus von hinten

Zwischen 1967 und 1971 wurden 107 Cirrus in Deutschland gebaut. Die Produktion wurde dann in Lizenz von Vazduhoplovno Techniki Centar (VTC) bis 1977 in Vrsac in Jugoslawien fortgesetzt. Ein Cirrus gewann die Deutsche Meisterschaft 1967 und die Weltmeisterschaft 1968.
Der Cirrus B wurde durch das Deutsche Zentrum für Luft- und Raumfahrt (später umbenannt in DLR) über Jahre als Vergleichsflugzeug und Messflugzeug eingesetzt. Das Messflugzeug wurde „Heiliger Cirrus“ genannt.

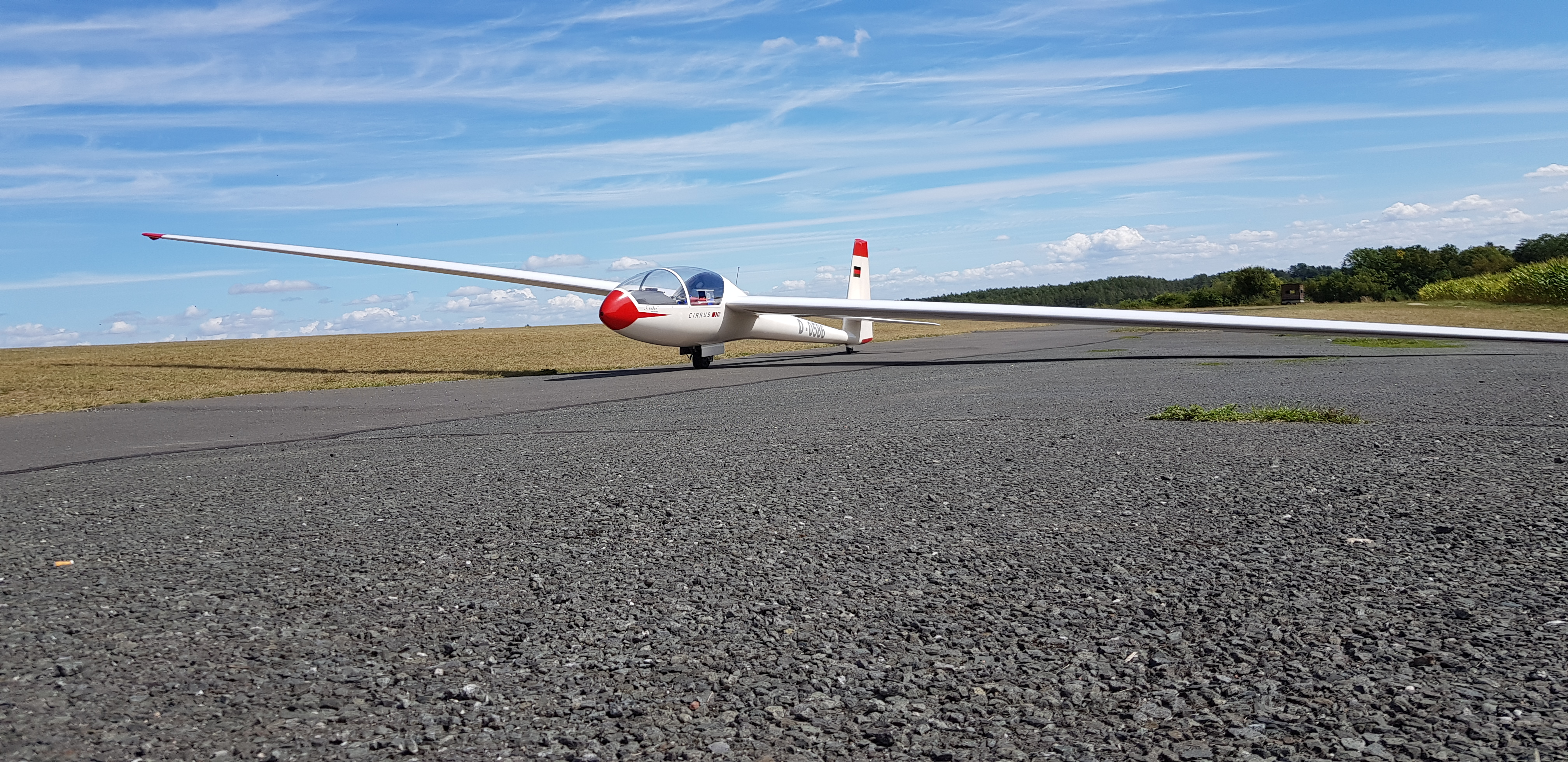
Schempp-Hirth Cirrus, D-0586, Bj. 1970

## Technische Daten
|                                 | Cirrus                                                                 |
| ------------------------------- | ---------------------------------------------------------------------- |
| Spannweite                      | 17,74 m                                                                |
| Länge                           | 7,20 m                                                                 |
| Flügelfläche                    | 12,6 m²                                                                |
| Flügelstreckung                 | 25                                                                     |
| Leermasse mit Mindestausrüstung | ca. 260 kg                                                             |
| Wasserballast                   | 98 kg                                                                  |
| max. Abflugmasse                | 460 kg                                                                 |
| max. Flächenbelastung           | 36,5 kg/m²                                                             |
| geringstes Sinken               | 0,59 m/s                                                               |
| Höchstgeschwindigkeit           | 220 km/h                                                               |
| Manövergeschwindigkeit          | 200 km/h                                                               |
| Gleitzahl                       | 44 bei 85 km/h (gemäß Handbuch) 39 bei 89 km/h gemäß Messung der DFVLR |

Nachfolger des Cirrus bei Schempp-Hirth ist der Nimbus.